# Bartolomeo Cavarozzi

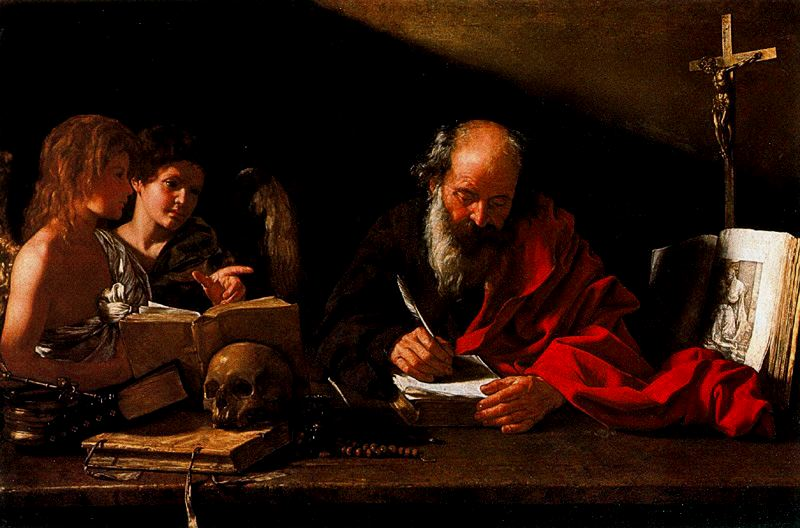
Bartolomeo Cavarozzi: Der Heilige Hieronymus in seinem Studierzimmer (unter den Engeln), Italien 1617

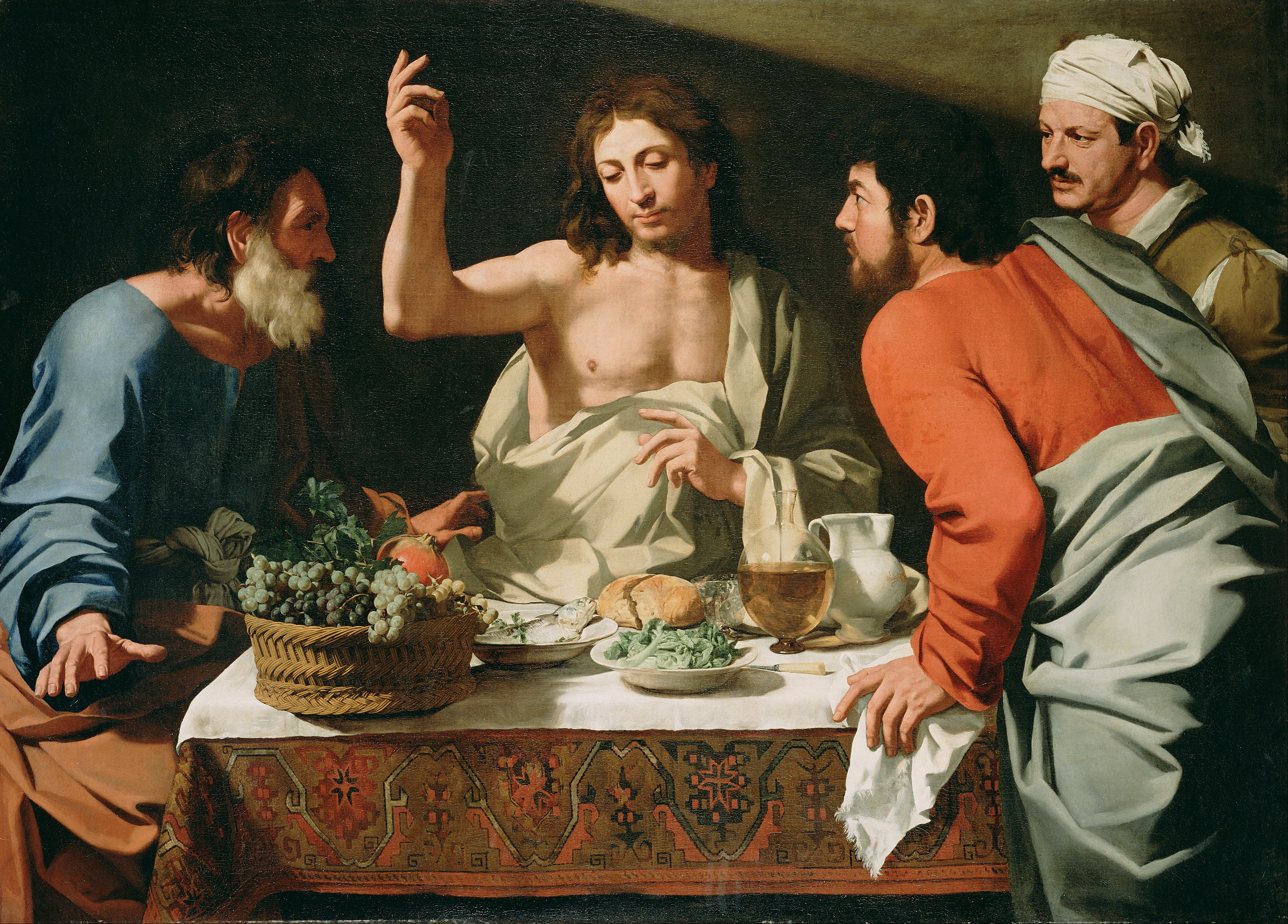
Abendmahl in Emmaus

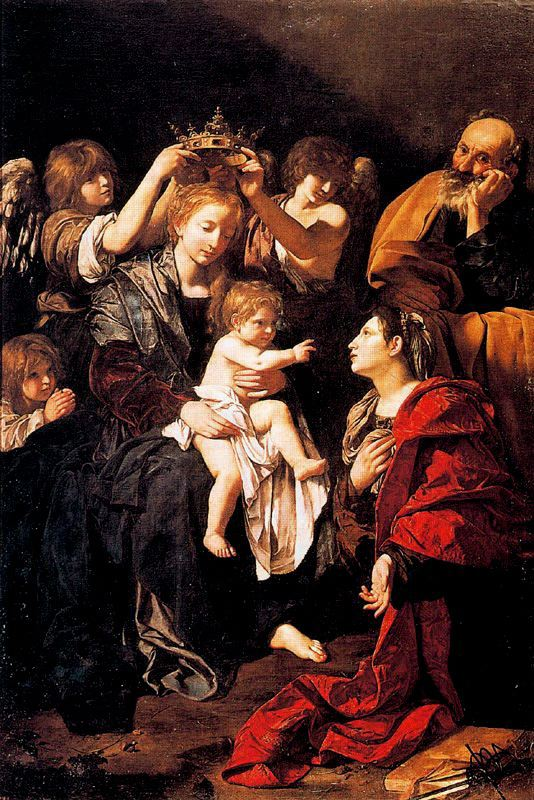
Bartolomeo Cavarozzi: Die Heilige Familie mit der Heiligen Catalina, Spanien, um 1618, Museo del Prado

Bartolomeo Cavarozzi (* 1590 in Viterbo; † 21. September 1625 in Rom) war ein italienischer Maler der frühen Barockzeit.

## Leben
Bartolomeo Cavarozzi war ein Schüler des Architekten und Malers Giovanni Battista Crescenzi in Rom, und als dieser 1617 nach Spanien ging, folgte ihm Cavarozzi und war ein Jahr lang in Madrid tätig, kehrte dann aber nach Italien zurück.
Bartolomeo Cavarozzi malte in seiner frühen Schaffensperiode im Stil von Cristofano Roncalli, der auch der Lehrmeister von Crescenzi gewesen war. Ab 1610 jedoch folgte er dem Malstil Caravaggios, dessen neuartige und realistische Bildgestaltung er übernahm. Wegen dieses nachhaltigen Einflusses wird er zu den sogenannten Caravaggisten gerechnet.
Bartolomeo Cavarozzi nutzte seine Beziehungen zu dem aus einer römischen Patrizierfamilie stammenden Cavarozzi und konnte sich so den Anforderungen eines sich zunehmend liberalisierenden Bildermarktes stellen, ohne auf das hergebrachte Patronageverhältnis verzichten zu müssen. Ausgewählte Werke Cavarozzis zeigen, dass er sich durch Beratung mit Crescenzi auf individuelle künstlerischen Anforderungen vom Auftraggebern einstellen konnte. Diese enge Beziehung soll ihm den Spitznamen „Bartolomeo del Crescenzi“ eingebracht haben.
Es kann vermutet werden, dass Cavarozzi der Maler ist, der die Figuren auf den Bildern des Meisters der Acquavella-Stillleben geschaffen hat. Bei Akzeptanz der These, dass es sich bei diesem namentlich nicht bekannten Maler um Giovanni Battista Crescenzi gehandelt habe, hätten somit beide sogar gemeinsam Bilder geschaffen.

## Werke (Auswahl)
- Die Heilige Ursula und ihre Gefährtinnen, 1608, Kirche San Marco, Rom
- Der Heilige Hieronymus in seinen Studierzimmer (unter Engeln), 1617, Galleria Palatina (Palazzo Pitti), Florenz
- Heilige Familie, Accademia Albertina, Turin
- Madonna mit Kind, Museo del Colle del Duomo, Viterbo
- Die Heilige Familie mit der Heiligen Katharina, um 1618, Museo del Prado, Madrid
- Madonna mit Kind, um 1618, Colegio de Doncellas, Toledo
- Schlafender Jesusknabe, Museo del Prado, Madrid,
- Violinspieler, Louvre, París
- Violinspieler, Sammlung Parelari, Bergamo
- Verkündigung, 1622, Palazzo Comunale, Viterbo